# Beni Isguen
Beni Isguen ou Aït Isguen (en berbère : ⴰⵜ ⵉⵣⵊⴻⵏ At isdjen, en arabe : بني يزقن) est une des cités de la pentapole de Ghardaïa, dans la région du Mzab. Elle fait partie de la commune de Bounoura, dans la wilaya de Ghardaïa en Algérie. Avec le reste de la vallée du Mzab, elle est classée au patrimoine mondial de l'Humanité de l'UNESCO.

## Toponymie
Le nom de Beni Isguen signifie « les fils de ceux qui détiennent la foi ».

## Géographie
Beni Isguen est une des cités de la pentapole du Mzab. Elle est la seule de la pentapole à être construite sur le flanc d'une colline rocheuse et de ne pas avoir été bâtie sur l'oued M'zab, elle se situe entre le ksar de Melika et celui de Bounoura.
Elle est située à 600 km au sud d'Alger et possède une palmeraie à l'amont. Elle est rattachée administrativement à la commune de Bounoura.

## Histoire
À l'instar des autres villes de la Pentapole, Beni Isguen est fondée au XIe siècle, en 1051, par des réfugiés ibadites de Tahert, après la destruction du royaume rostémide par les Fatimides au xe siècle.
Au XVIe siècle, la cité s'était agrandie par la migration de population de Ghardaïa.
Beni Isguen est considérée comme une ville sainte, toutefois, cette réputation est assez récente, puisqu'au XIXe siècle, c'est Melika qui était considérée comme la ville sainte du Mzab tandis que Beni Isguen passait pour être la cité militaire de la Pentapole.
Elle avait toutefois le statut de la cité « savante » du Mzab et la gardienne du « dogme », de par le monopole qu'elle exerce sur le savoir et la sauvegarde du rite ibadite, les réformistes mozabites n'ont jamais pu y imposer une grande influence.
Au XIXe siècle, la ville comportait deux murailles d'enceinte. Toutes les portes de ces deux enceintes étaient fermées la nuit, mais l'espace entre les murailles permettait aux nomades de faire du commerce avec les citadins. Après l'annexion du Mzab par la France en 1882, la cité s'est agrandie et a supprimé la muraille extérieure.

## Population
Au début des années 2000, le cité compte entre sept mille et huit mille habitants à l'intérieur des remparts, et à peu près autant dans la ville moderne.
Les habitants sont divisés en plusieurs fractions qui possèdent chacune un comité social, et parlent le berbère mozabite.

## Patrimoine
La cité de Beni Isguen et le reste de la vallée du Mzab, sont classés au patrimoine mondial de l'Humanité par l'Unesco depuis 1982. Parmi les secteurs sauvegardés, le ksar de Beni Isguen a conservé depuis sa fondation son modèle organisationnel, notamment son enceinte bordée du côté intérieur par une ruelle et parsemée de tours de guet.
Beni Isguen présente un plan pyramidal, comme tous les ksours de la pentapole, son tracé concentrique s'organise autour de la mosquée et son minaret. Le point culminant de la ville est la tour Boulila. Elle possède deux portes principales situées au Nord et au Sud : Bab Chergui et Bab Gherbi et trois autres portillons mènent aux différents cimetières. L'entrée dans la ville se fait par une lourde porte, en troncs de palmiers. La cité possède également une autre mosquée.

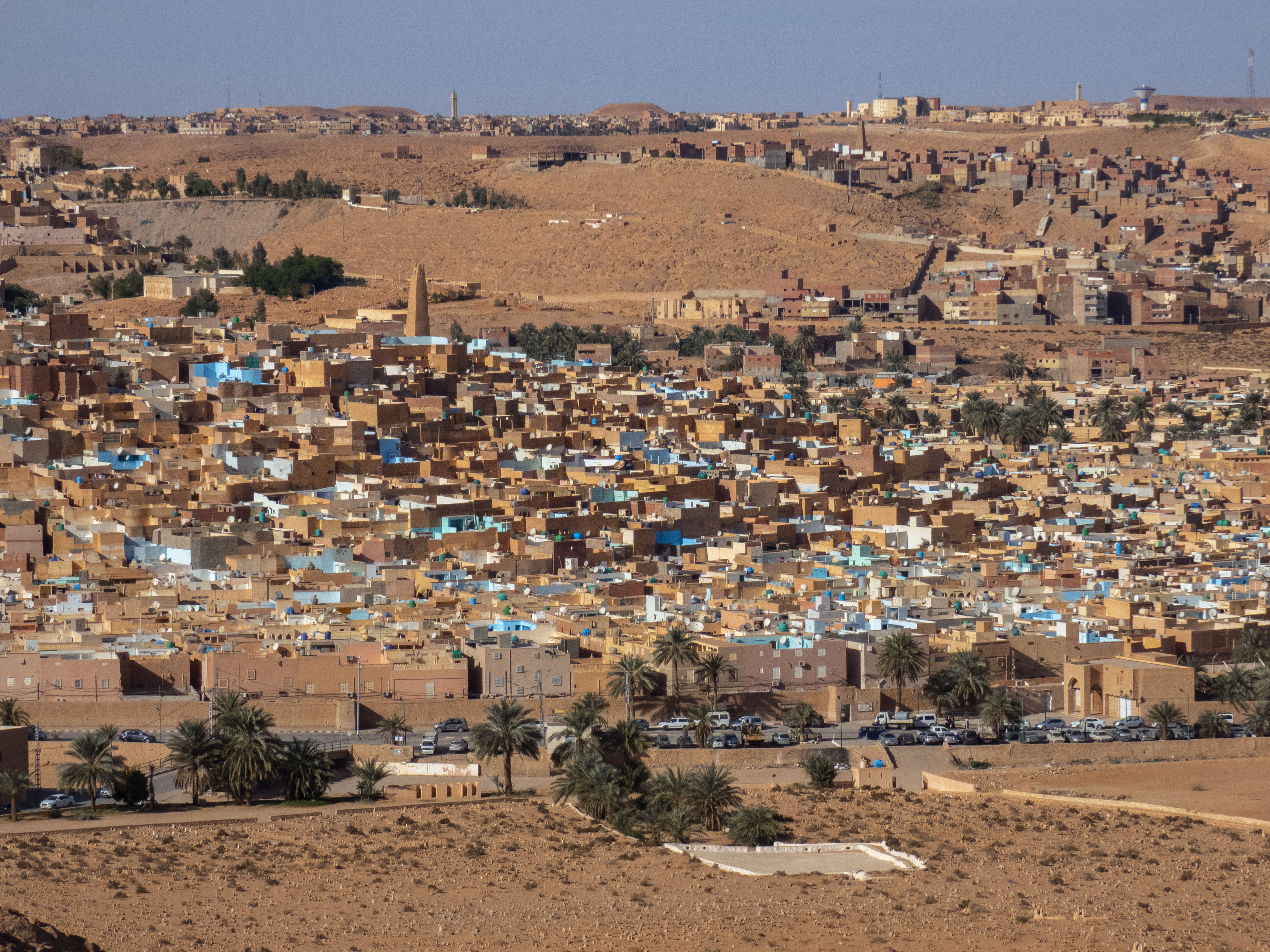
Vue sur le ksar.
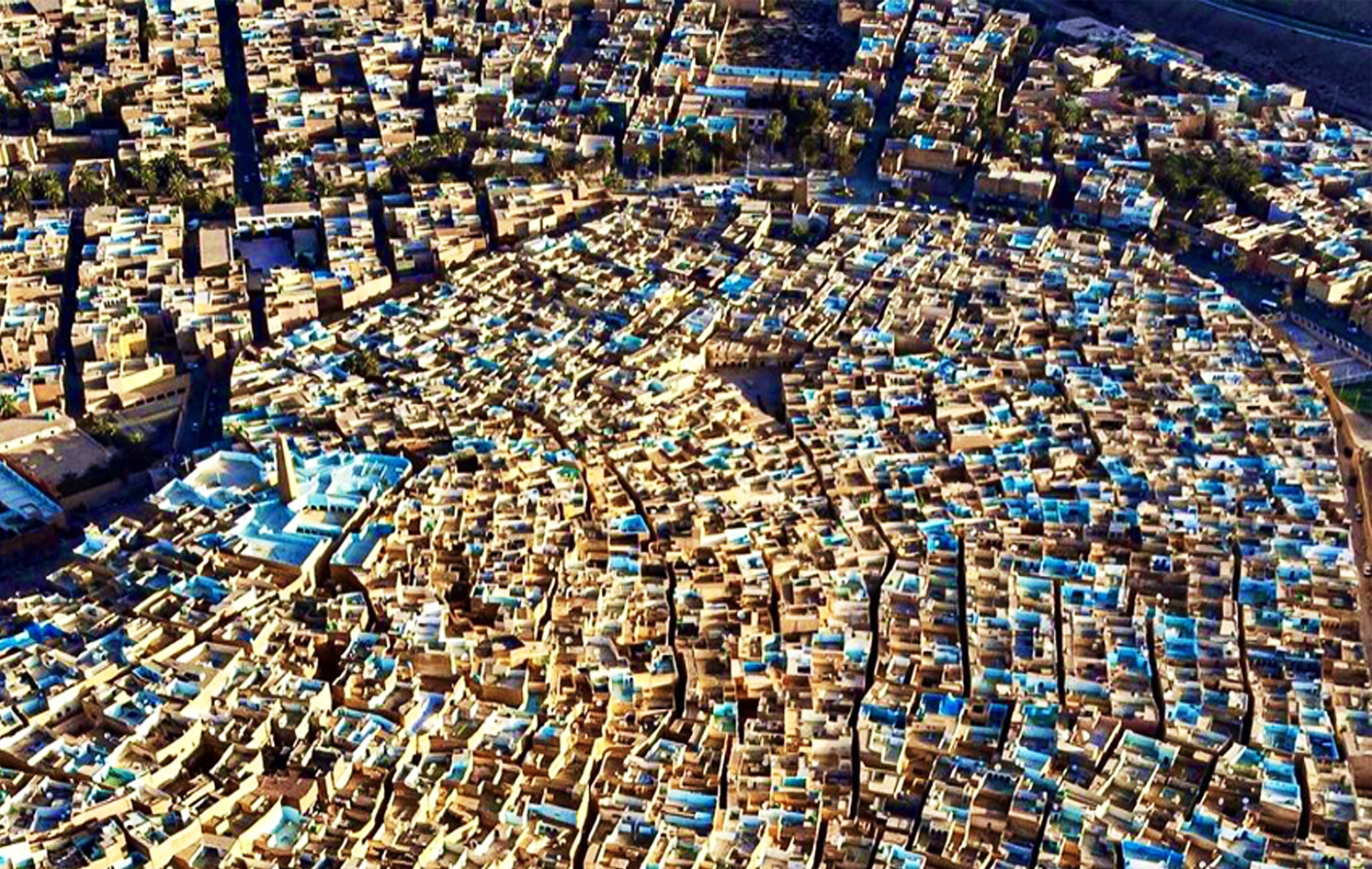
Ksar de Beni Isguen, vu du ciel.
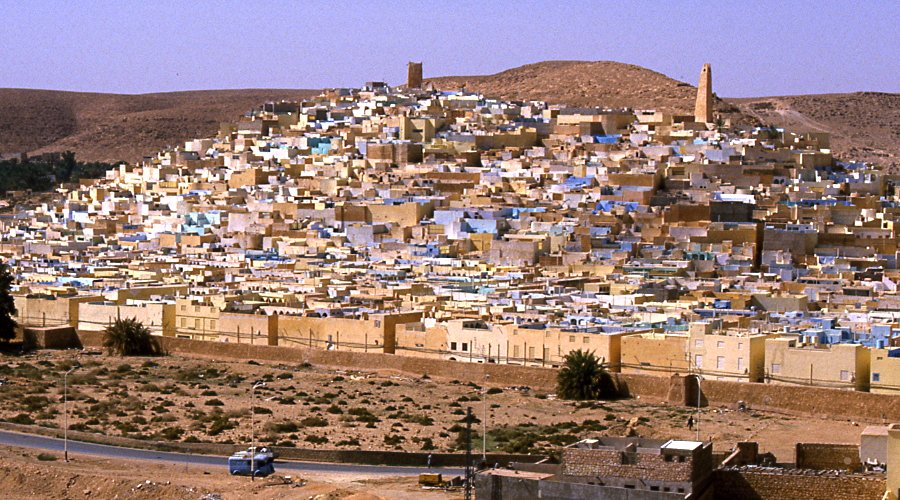
Vue sur le ksar en 1986.
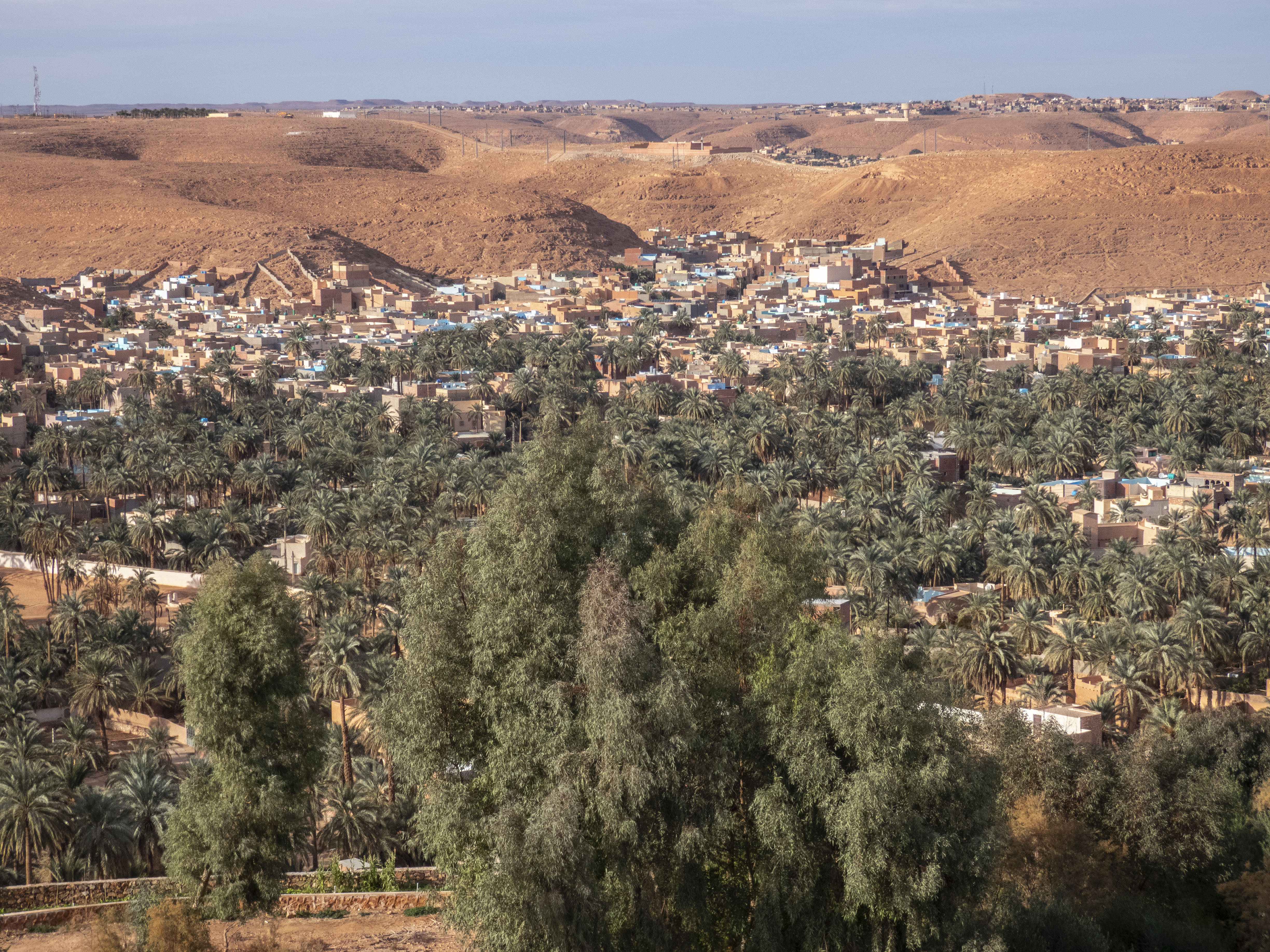
Palmeraie de Beni Isguen.
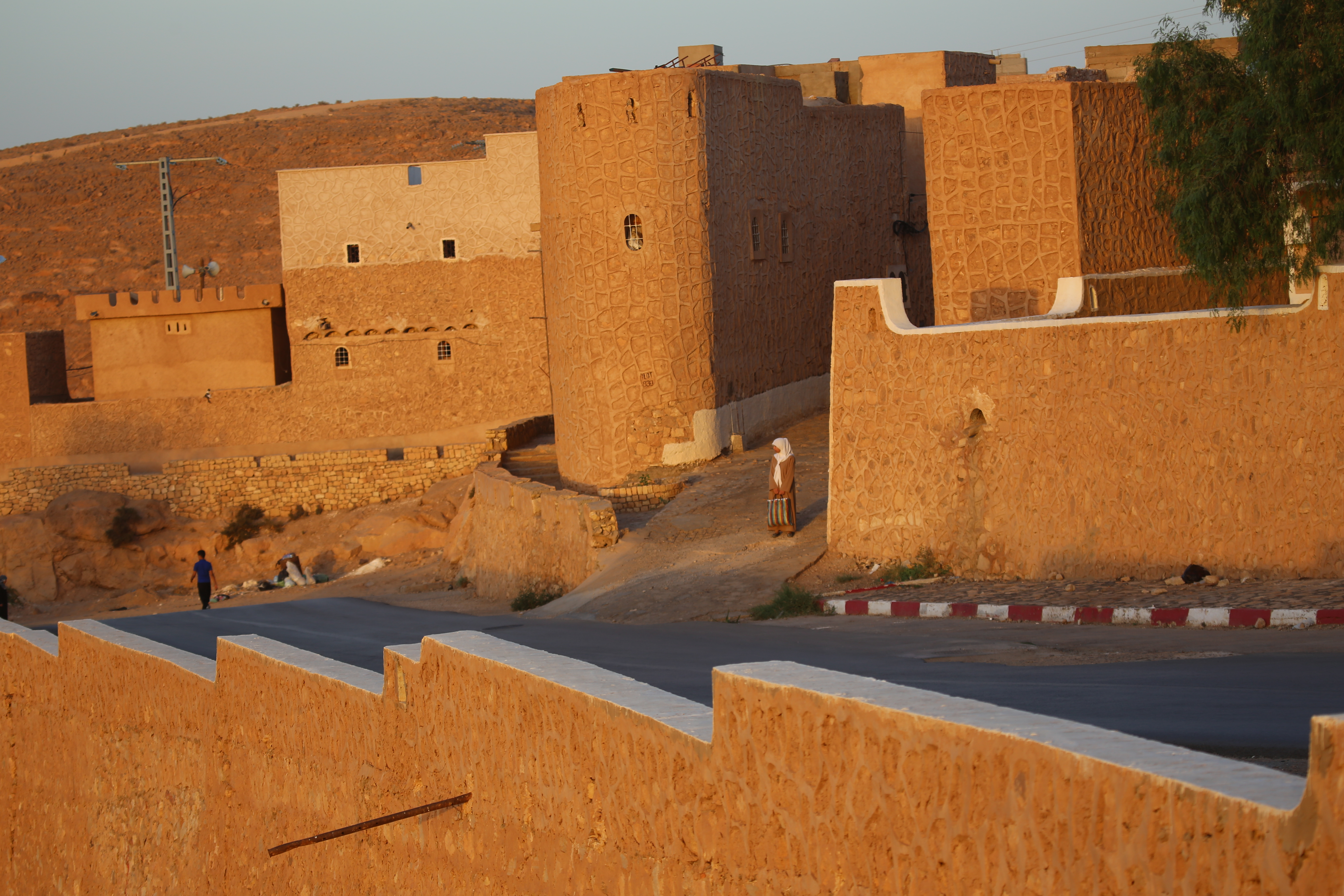
Remparts du ksar.
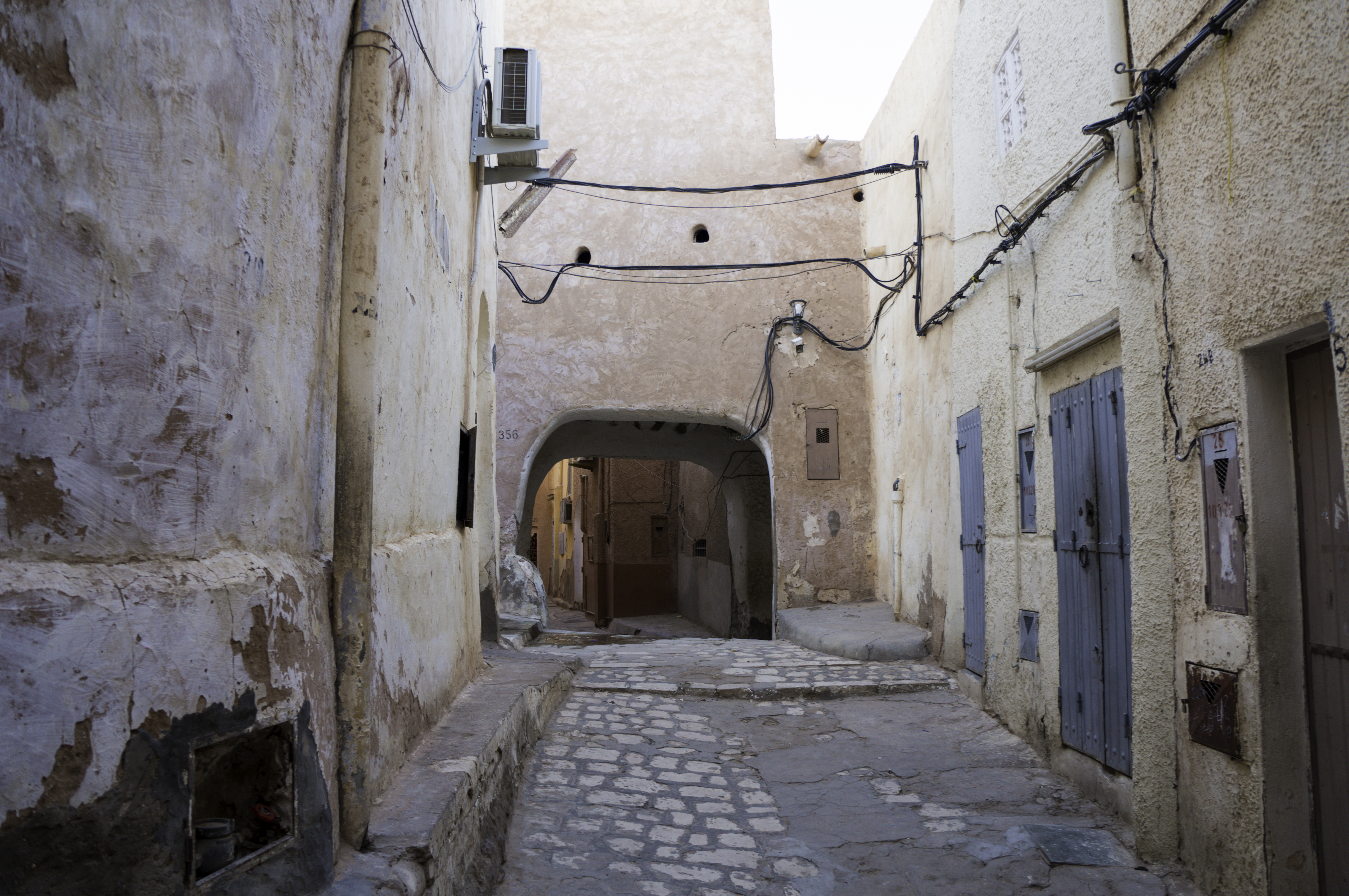
Ruelles du ksar.
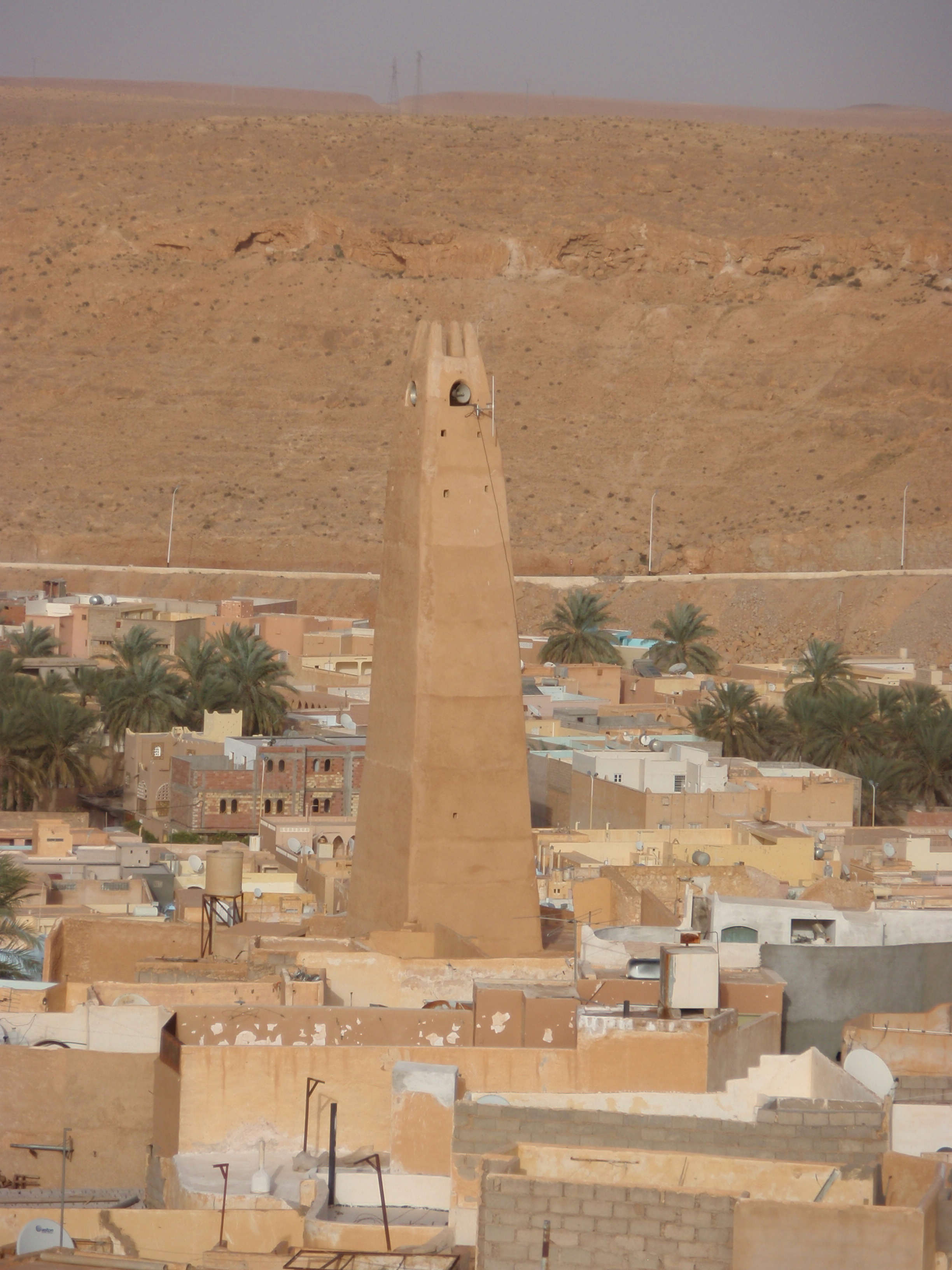
Aassas du ksar.
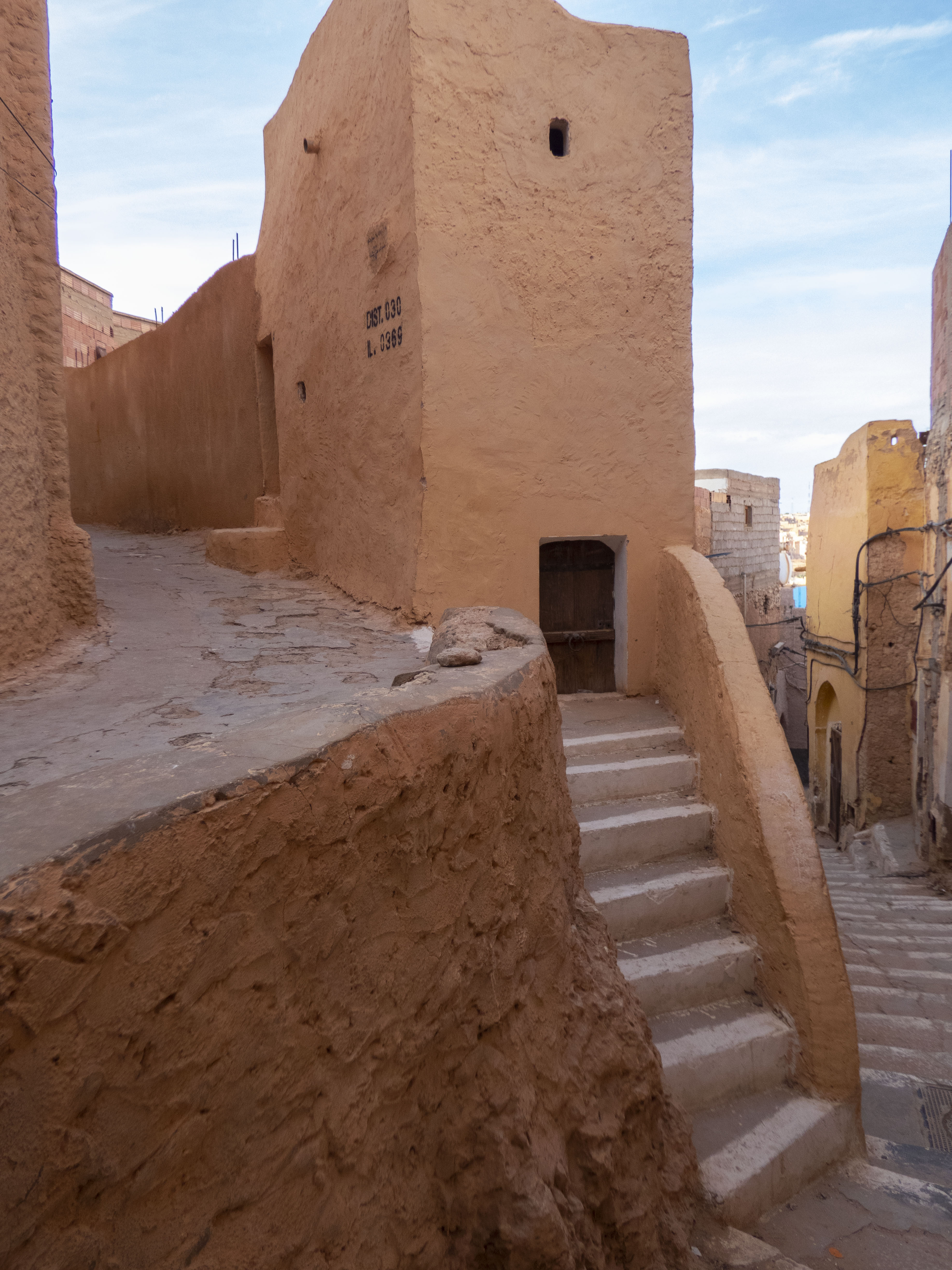
Ruelle du ksar.
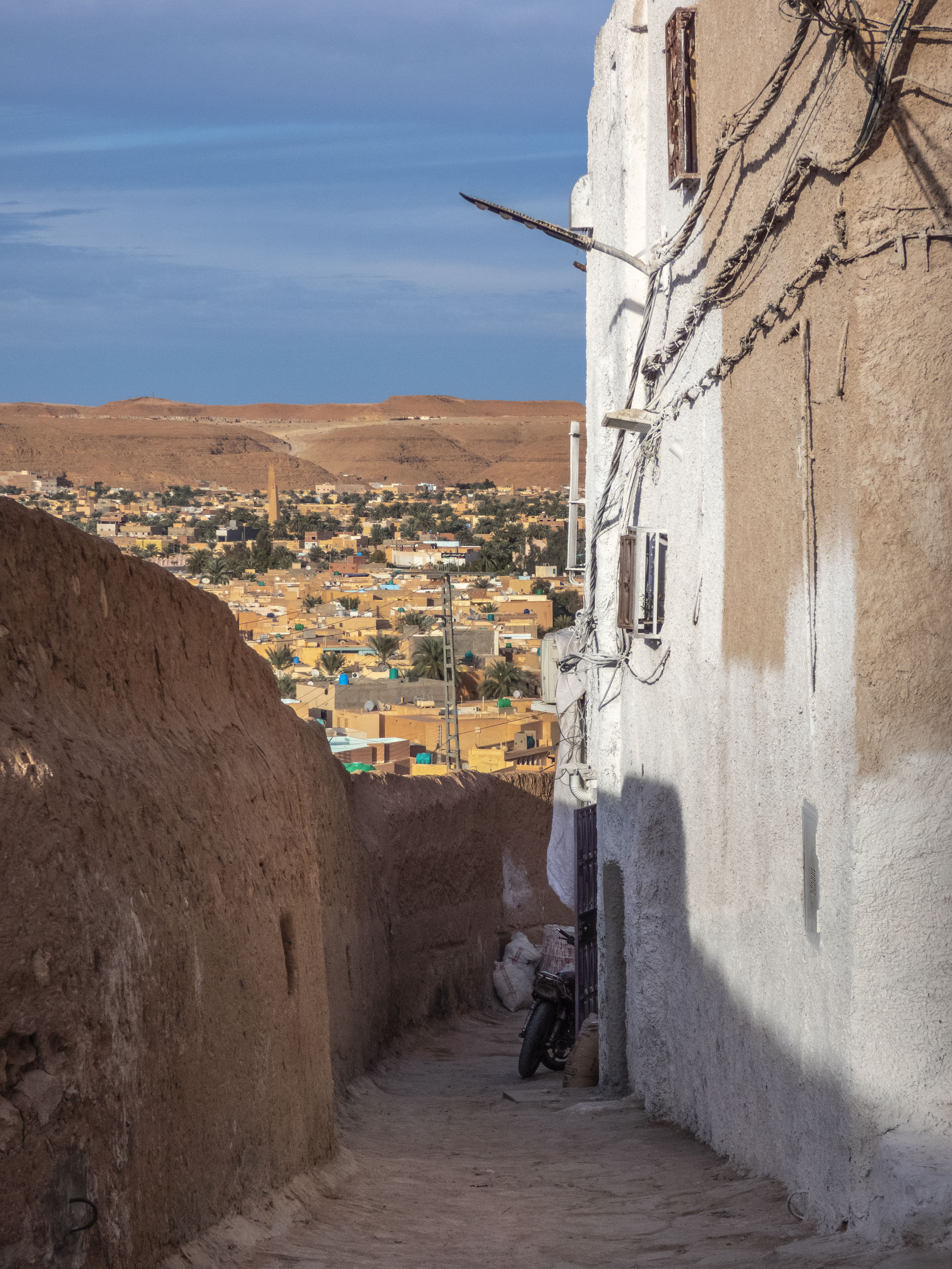
Ruelle du ksar.
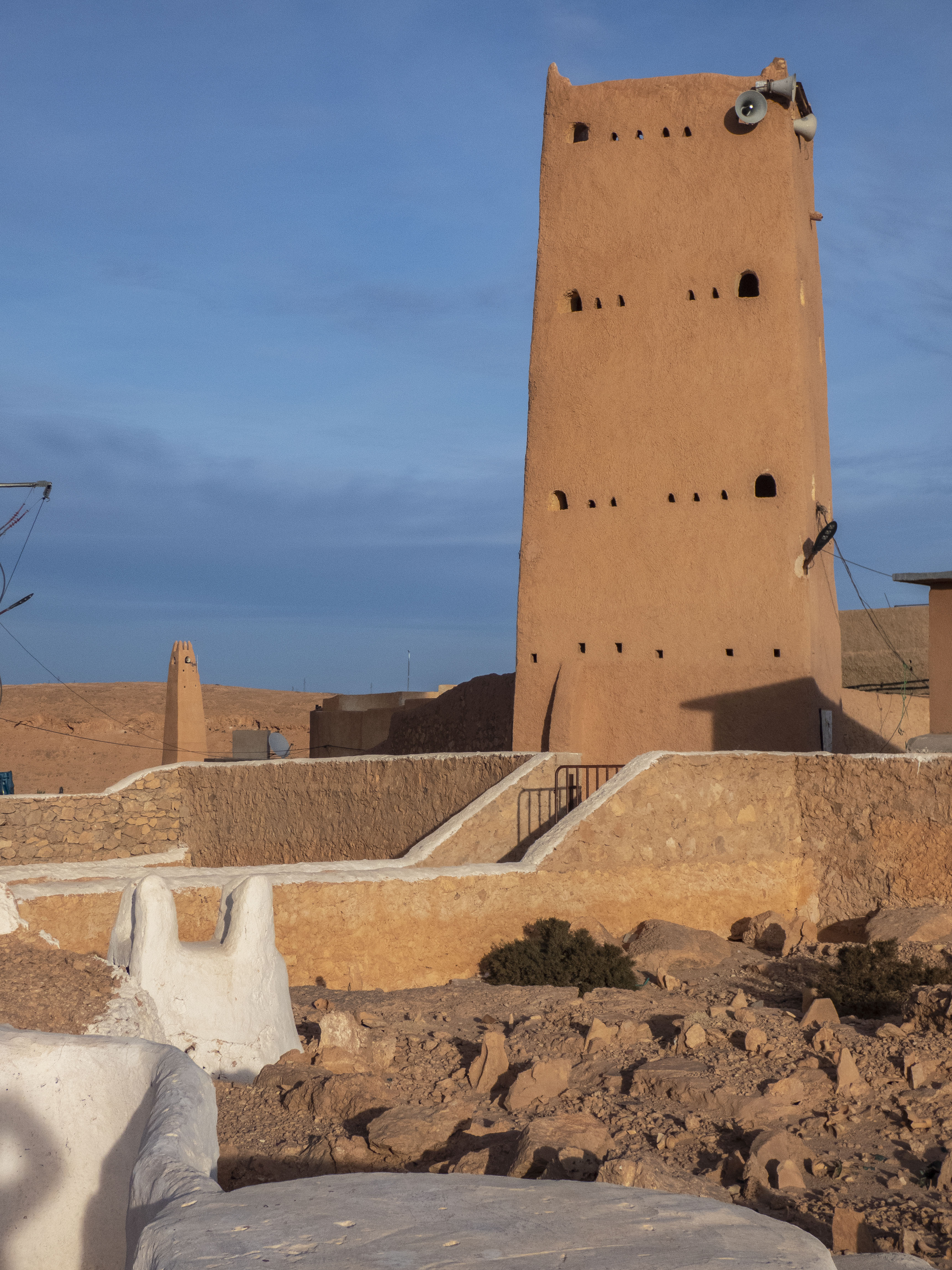
Tour de Boulila.

## Vie locale

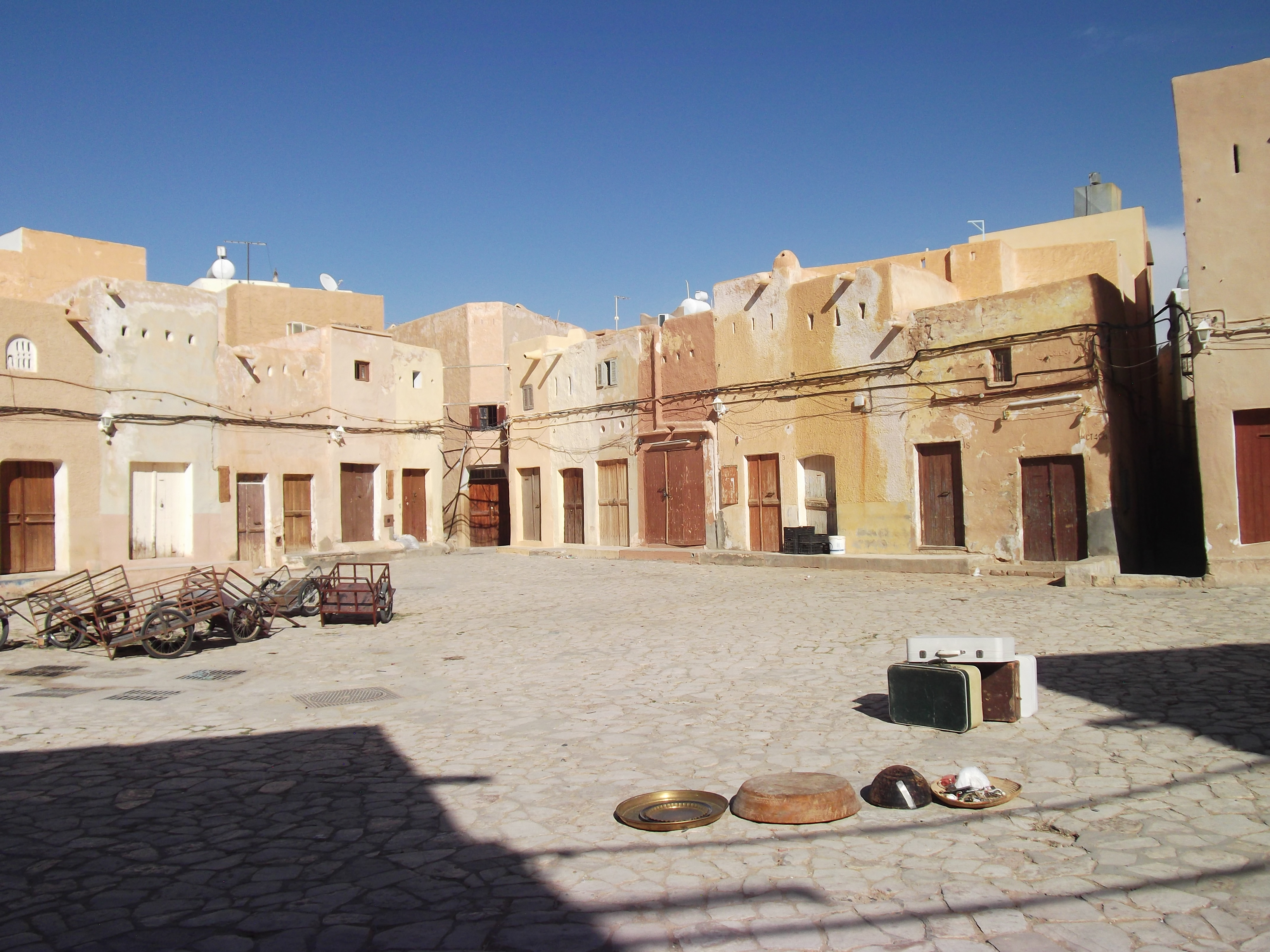
La place du marché.

La vie locale est réglementée par des lois coutumières, comme dans chaque cité de la pentapole. Devenue ville sainte du Mzab, Beni Isguen se caractérise par un puritanisme très particulier qui interdit aux hommes de fumer dans les rues. C'est une cité riche de bibliothèques aménagées dans des maisons qui possèdent de nombreux manuscrits et ouvrages.
Sur la place du marché, appelée Lalla Achou, située à la périphérie, un marché à la criée se déroule tous les jours excepté le vendredi, qui est une sorte de brocante, très animé. Les transactions commerciales se déroulent sous le contrôle des membres de l'assemblée des « Azzaba », et les femmes mozabites n'ont pas le droit de traverser la place.
Les maisons de la cité possèdent deux portes : l'une pour les membres de la famille et l'autre pour les invités ; les fenêtres extérieures sont petites pour permettre de voir sans être vu.
Dans les années 2010, un écoquartier a été créé ; baptisé Tafilalet, c'est un ensemble de plus de 1 000 maisons construites selon l'architecture traditionnelle mozabite. Il est niché au sommet d'un plateau qui domine la vallée du Mzab. Son parc abrite une grande variété de palmiers dattiers, d'arbres fruitiers, d'arbustes et de plantes médicinales.

## Personnalités liées à la commune
- Moufdi Zakaria, auteur de l'Hymne national algérien, y est né en 1908.
- Ibrahim Boughali, Président de l'Assemblée populaire nationale depuis le 8 juillet 2021, y est né en 1963.
- Muhammad ibn Yūsuf Atfaiyash (1820-1914), érudit et réformateur ibadite.